# فابريسيو (لاعب كرة قدم مواليد 2000)
فابريسيو (بالبرتغالية: Fabrício do Rosário dos Santos‏) هو لاعب كرة قدم برازيلي في مركز الهجوم، ولد في 2000 في البرازيل. لعب مع نادي برازيل دي بيلوتاس.

## وصلات خارجية
- فابريسيو (لاعب كرة قدم مواليد 2000) على موقع Soccerway.com (الإنجليزية)
- فابريسيو (لاعب كرة قدم مواليد 2000) على موقع عالم كرة القدم.نت (الإنجليزية)